# 農業気象
農業気象（のうぎょうきしょう）とは農業と気象の関連する問題の総称である。なお、それを研究する学問を農業気象学（のうぎょうきしょうがく）という。

## 研究分野
適地適作の研究、霜害や風害対策を始め温室などの人為的に栽培環境を作る研究、気象と病害虫害との関連性の研究、気象災害の防止研究など多岐に渡る。

## 日本における農業気象
日本においての農業気象学の始まりは明治時代中期の東北地方の冷害予想の研究に遡る。これは長期予報や作物の収穫量と気象の関係を研究する作物気象へと発展し1942年、日本農業気象学会が誕生するに至った。現在は農作物や耕地に対する微気象を物理的に解明するのが主流になっている。

## 農業気候学
農業気象学の中でも農業と気候の関係を調べる分野を農業気候学（のうぎょうきこうがく）という。これは気候が変化するだけで栽培可能な作物が大きく変化し、同一の作物でも播種や収穫期、栽培方法が異なる為、土地利用や農業計画を立てる為に非常に重要になっている。

## 参考資料
- 気象の事典(平凡社)[要ページ番号]